# Ranunculus arizonicus
Ranunculus arizonicus là một loài thực vật có hoa trong họ Mao lương. Loài này được Lemmon ex A. Gray miêu tả khoa học đầu tiên năm 1886.